# Citoyens pour le climat
Citoyens pour le climat, souvent abrégé en CPLC, est un mouvement social écologiste national, à but non lucratif, autonome et auto-géré. Il vise à coordonner les idées et actions pour sauvegarder le climat et la biodiversité. Le collectif se définit comme pacifique, responsable et non partisan. Les actions du mouvement ont pour objectifs l’atteinte d’une justice climatique et d’une justice sociale.
CPLC national a été fondé à l'automne 2018 face à l'urgence climatique et à une succession d’événements déclencheurs (catastrophes naturelles augmentant en intensité et fréquence, démission de Nicolas Hulot, message d’alerte de l’ONU, rapport spécial du GIEC sur les conséquences d'un réchauffement planétaire de 1,5 °C),.

## Principales actions

### 2019
- Marche du siècle, le 16 mars, à Paris et dans toute la France regroupant plus de 200 événements[4],[5],[6].

« Nous devons montrer la diversité de notre combat : la justice climatique, sociale, la biodiversité, la mobilité alternative »

- 25 mai, marche en compagnie du collectif Extinction Rebellion[8] et participation à une manifestation bretonne[9].
- "Clima'péro" castrais organisé le 20 juillet[10].
- Marche pour le climat, organisée le 21 septembre[11],[12],[13],[14].
- La Marche pour le climat et la biodiversité défile le 30 novembre à Chartres [15].

### 2020
- L'action Une bougie pour l'Australie a lieu le 20 janvier, pour soutenir les Australiens confrontés à de gigantesques feux[16].
- Action de sensibilisation des candidats aux élections municipales, le 10 février, en Eure-et-Loir[17].
- Abandon des poursuites judiciaires à l'encontre d'un membre du comité à Agen, le 6 novembre[18].

### 2021
- Ramassage aux abords d'étangs avec l'association Graines Populaires, le 17 mars, à Pérols (Héraut)[19].
- Réduction de la circulation en ville. Le 25 mars, le collectif d'Auray (Morbihan) communique contre une pétition de commerçants[20].
- Pétition, "Les Citoyens pour le climat déposent plus de mille signatures aux quatre députés d'Eure-et-Loir", le 28 mars[21].
- Du 3 au 5 juin, Conférences du climat organisées par le collectif à Ostwald, Schiltigheim et Strasbourg[22],[23].
- À l'occasion de la COP26, le 6 novembre. Le collectif de Nîmes se mobilise pour dire "stop le bla-bla, une obligation de résultats"[24].
- Nuit du 8 au 9 octobre, en partenariat avec ANV-COP21, extinction des éclairages de vitrines en Lot-et-Garonne[25].
- Bilan d'une "année semée d’alertes" dans un article du journal la Marseillaise, par le connectif de Nimes[26].

« La nécessité de changer notre rapport au monde »

### 2022
- Co-organisation le 15 janvier, d'une manifestation d'un millier de personnes pour "une écologie sociale et populaire" à Grenoble — fraichement désignée Capitale verte Européenne — en prévision de la venue du Président de la République[27].
- 9e Marche pour le Climat, coorganisée le 22 janvier, en lien avec un sommet autour du climat, réunissant 46 ministres européens, à Amiens[28].
- Le 12 mars, en lien direct avec le film phénomène Don't Look Up — numéro 1 sur la plateforme Netflix — sont co-organisées 145 marches Look Up un peu partout en France[29], celles-ci sont soutenues pas 550 ONG qui se sentent investies par la cause[29],[30].
- La veille du 1er tour des élections présidentielles, 84 Marches pour le futur[31] sont lancées sur tout le territoire[32] en co-organisation[33], et notamment celle de Nice, relayée par une chaine de la TNT[34].

## Vulgarisation scientifique
Depuis sa création, Citoyens pour le climat s'implique dans des infographies, des vidéos et des résumés du rapport des derniers rapport du GIEC.

## Organisation
Les antennes locales de Citoyens Pour Le Climat réparties dans plusieurs villes françaises fonctionnent en autonomie ; ce sont des collectifs appuyés par une structure associative.

#### Mouvements militants
- Écologie sociale, écologie profonde